# Wulgrin II van Angoulême
Wulgrin II van Angoulême (circa 1089 - Bouteville, 16 november 1140) was van 1120 tot aan zijn dood graaf van Angoulême. Hij behoorde tot het huis Taillefer.

## Levensloop
Wulgrin II was de zoon van graaf Willem V van Angoulême en diens echtgenote Vitapoi, dochter van graaf Willem Amanieu II van Bénauges. In 1120 volgde hij zijn vader op als graaf van Angoulême.
Zijn eerste echtgenote was Pons, dochter van graaf Rogier Poitevin van La Marche. Rogier Poitevin behoorde tot de Normandische familie Montgommery en concurreerde met het huis Lusignan om het bezit van La Marche. Met het huwelijk wilde Wulgrin een einde maken aan de vijandigheid met het huis Lusignan. In 1127 vielen Hugo VII van Lusignan en heer Godfried I van Rancon Wulgrins burcht in Montignac aan, maar Wulgrin kon de aanvallers succesvol afweren.
In 1140 stierf hij in de burcht van Bouteville, waarna hij werd bijgezet in de abdij van Saint-Cybard in Angoulême.

## Huwelijken en nakomelingen
Wulgrin II en zijn eerste echtgenote Pons kregen een zoon:
- Willem VI (overleden in 1179), graaf van Angoulême

Zijn tweede echtgenote was Amable, dochter van burggraaf Amalrik I van Châtellerault. Ze kregen volgende kinderen:
- Fulco
- Godfried Martel
- een naamloze dochter

## Voorouders
| Voorouders van Wulgrin II van Angoulêm (1089–1140) | Voorouders van Wulgrin II van Angoulêm (1089–1140)                        | Voorouders van Wulgrin II van Angoulêm (1089–1140)                        | Voorouders van Wulgrin II van Angoulêm (1089–1140)         | Voorouders van Wulgrin II van Angoulêm (1089–1140)         | Voorouders van Wulgrin II van Angoulêm (1089–1140)         | Voorouders van Wulgrin II van Angoulêm (1089–1140)         | Voorouders van Wulgrin II van Angoulêm (1089–1140)         | Voorouders van Wulgrin II van Angoulêm (1089–1140)         |
| -------------------------------------------------- | ------------------------------------------------------------------------- | ------------------------------------------------------------------------- | ---------------------------------------------------------- | ---------------------------------------------------------- | ---------------------------------------------------------- | ---------------------------------------------------------- | ---------------------------------------------------------- | ---------------------------------------------------------- |
| Overgrootouders                                    | Godfried van Angoulême (–1048) ∞ Petronella van Archiac en Bouteville (-) | Godfried van Angoulême (–1048) ∞ Petronella van Archiac en Bouteville (-) | ? (-) ∞ ? (-)                                              | ? (-) ∞ ? (-)                                              | ? (-) ∞ ? (-)                                              | ? (-) ∞ ? (-)                                              | ? (-) ∞ ? (-)                                              | ? (-) ∞ ? (-)                                              |
| Grootouders                                        | Fulco van Angoulême (–1087) ∞ Condoha (-)                                 | Fulco van Angoulême (–1087) ∞ Condoha (-)                                 | Fulco van Angoulême (–1087) ∞ Condoha (-)                  | Fulco van Angoulême (–1087) ∞ Condoha (-)                  | Willem Amanieu II van Bénauges (-) ∞ ? (-)                 | Willem Amanieu II van Bénauges (-) ∞ ? (-)                 | Willem Amanieu II van Bénauges (-) ∞ ? (-)                 | Willem Amanieu II van Bénauges (-) ∞ ? (-)                 |
| Ouders                                             | Willem V van Angoulême (–1120) ∞ Vitapoi Ivan Bénauges (-)                | Willem V van Angoulême (–1120) ∞ Vitapoi Ivan Bénauges (-)                | Willem V van Angoulême (–1120) ∞ Vitapoi Ivan Bénauges (-) | Willem V van Angoulême (–1120) ∞ Vitapoi Ivan Bénauges (-) | Willem V van Angoulême (–1120) ∞ Vitapoi Ivan Bénauges (-) | Willem V van Angoulême (–1120) ∞ Vitapoi Ivan Bénauges (-) | Willem V van Angoulême (–1120) ∞ Vitapoi Ivan Bénauges (-) | Willem V van Angoulême (–1120) ∞ Vitapoi Ivan Bénauges (-) |